# Ruhththibirah
Ruhththibirah  est une petite île inhabitée des Maldives.  

## Géographie
Ruhththibirah est située dans le centre des Maldives, au Sud de l'atoll Kolhumadulu, dans la subdivision de Thaa. 